# Baja Oklahoma
Baja Oklahoma is een Amerikaanse film uit 1988 geregisseerd door Bobby Roth. De hoofdrollen worden vertolkt door Lesley Ann Warren en Carmen Argenziano.

## Verhaal
Juanita, een barmeid in Fort Worth (Texas), wil graag een countrywestern-zangeres worden.

## Rolverdeling
| Acteur            | Personage              |
| ----------------- | ---------------------- |
| Lesley Ann Warren | Juanita Hutchins       |
| Carmen Argenziano | Roy Simmons            |
| Julia Roberts     | Candy Hutchins         |
| Cyril O'Reilly    | Weldon Taylor          |
| Swoosie Kurtz     | Doris Steadman         |
| John M. Jackson   | Lee Steadman           |
| Hector Garcia     | Country Western Danser |
| William Forsythe  | Tommy Earl Browner     |
| Peter Coyote      | Slick Henderson        |
| Bruce Abbott      | Dove Christian         |

## Prijzen en nominaties
- 1989 - CableACE Awards
  - Genomineerd: Beste actrice (Lesley Ann Warren)
  - Genomineerd: Beste vrouwelijke bijrol (Swoosie Kurtz)
- 1989 - Golden Globe
  - Genomineerd: Beste vrouwelijke bijrol (Swoosie Kurtz)